# Magyar Filmdíj a legjobb ismeretterjesztő filmnek
A Magyar Filmdíj a legjobb ismeretterjesztő filmnek elismerés a 2014-ben alapított Magyar Filmdíjak egyike, amelyet az Magyar Filmakadémia (MFA) tagjainak szavazata alapján ítélnek oda egy-egy év magyar filmtermése legjobbnak ítélt ismeretterjesztő filmjének.
A díjra történő jelölés nem automatikus; azok az ismeretterjesztő jellegű dokumentarista filmek versenyezhetnek, amelyeket az évente megrendezett Magyar Filmhétre beneveztek. Nevezni az előző év január 1. és december 31. között televíziós sugárzásba került vagy kerülő (forgalmazói szándéknyilatkozattal rendelkező), illetve nemzetközi filmfesztiválon versenyben vagy versenyen kívül szerepelt filmalkotást lehet. Egy alkotó vagy alkotógárda több alkotással is nevezhet, ebben az esetben mindegyikről külön adatlapot kell beküldeni.
A nevezés és regisztráció határideje: január 15.
A Filmakadémia tagjai január 1-je és 31-e között szekciónként megnézik a benevezett filmeket és titkos szavazással választják ki azokat, amelyek felkerülnek a jelöltek listájára. A jelölt alkotásokat felveszik a filmhét programjába és levetítik nagyközönség illetve a filmes szakma részére.
A versenyprogramba került filmek nyilvános bejelentése február 1-jén történik.
A díjra érdemesnek tartott alkotást az Akadémia tagjai e szűkített listáról választják ki egy újabb titkos szavazás során.
Az ünnepélyes díjátadóra Budapesten, a Magyar Filmhetet lezáró gálán kerül sor minden év március elején. 

## Díjak és jelölések
A nyertesek a táblázat első sorában, félkövérrel vannak jelölve.
| Év (Gála) | Díjazottak és jelöltek | Megjegyzés        |
| --------- | --- | ----------------- |
| 2016 (1.) | - Vad Kunság- A Puszta rejtett élete, rendező: Mosonyi Szabolcs - A kőbaltás ember - Érdi medvevadászok, rendező: Gauder Áron - A nagyszerelmű város, rendező: Csukás Sándor, Oláh Kata - Az ég felé nyitott tanterem, rendező: Székely Orsolya - Kis kamerák, nagyvadak, rendező: Tóth Zsolt Marcell | [ * 1 ]           |
| 2017 (2.) | Nem osztották ki. | Nem osztották ki. |
| 2018 (3.) | Nem osztották ki. | Nem osztották ki. |
| 2019 (4.) | - Vad Balaton – rendező: Mosonyi Szabolcs | [ 6 ] [ * 2 ]     |
| 2020 (5.) | - Vad erdők, vad bércek – A fantom nyomában – rendező: Mosonyi Szabolcs, producer: Bagladi Erika - Az elíziumi kém – rendező: Jamrik Levente, producerek: Törköly Róbert, Détári Géza, Fényes András - A létezés-szakmában dolgozom – rendező-producer: Keserű Judit - A vádlott vádló – rendező: Szentgyörgyi Bálint, producerek: Czomba Albert, Szentgyörgyi Bálint - Élet, öröm, zene – rendező: Sólyom András, producerek: Sólyom András, Élő Nóra - Kodály mindenkié – rendezők: Kékesi Attila, Papp Gábor Zsigmond, producer: Papp Gábor Zsigmond - Néhány mondat a szabadságról – rendező-producer: Szalay Péter - Nicky, a másik fiú – rendező: Borsody István, producer: Skrabski Fruzsina - Ötödik alosztály – rendezők: Borbás Barnabás és Réti László, producerek: Bellavics István, Országgyűlés Hivatala Közgyűjteményi és Közművelődési Igazgatóság - Piedone nyomában – rendező-producer: Király Levente | [ * 3 ]           |